# روبن بلیدز
روبن بلیدز (به انگلیسی: Rubén Blades) (زاده ۱۶ ژوئیه ۱۹۴۸) بازیگر و خواننده پانامایی است.
از فیلم‌های معروف او می‌توان به بازی در فیلم روزی روزگاری در مکزیک، رنگ شب، متعلق به شیطان، همه اسب‌های زیبا، برای شکوه بزرگتر، شرایط بحرانی، خواهران لیمو، از مردگان متحرک بترسید(سریال)، زندگی با مایکی و گهواره خواهد جنبید اشاره کرد.